# Woiwodschaft Inowrocław

Die Woiwodschaft Inowrocław (rot) im Königreich Polen-Litauen

Die Woiwodschaft Inowrocław (polnisch Województwo inowrocławskie) war eine Verwaltungseinheit in der großpolnischen Provinz als Teil des Königreiches Polen beziehungsweise Polen-Litauens. Sie bestand vom 14. Jahrhundert bis 1793. Sitz des Woiwoden war die Stadt Inowrocław. 
Die Sejm-Abgeordneten trafen sich regelmäßig in Radziejów zu einem Generalsejmik. Im späten 16. Jahrhundert hatte sie eine Fläche von 2.900 km². Die Woiwodschaft gehörte zur Provinz Großpolen. Ihr Gebiet macht heute einen Teil des Territoriums der Woiwodschaft Kujawien-Pommern aus. Die Woiwodschaft entsandte zwei Senatoren in den polnisch-litauischen Senat: den Woiwoden von Inowrocław und den Kastellanen von Inowrocław. Der Sejmik entsandte mehrere Abgeordnete ins polnisch-litauische Abgeordnetenhaus. Die Woiwodschaft wurde in zwei Kreise getrennt. 1466 kam das Dobriner Land zur Woiwodschaft hinzu. Im Zuge der zweiten polnischen Teilung 1793 ging das Gebiet mit um 51.507 Einwohnern zum größten Teil zur Provinz Westpreußen.